# Прапор Млинова
Прапор Млино́ва — офіційний символ селища міського типу Млинів Рівненської області. Затверджений 1 липня 2001 року сесією Млинівської селищної ради.

## Опис
Квадратне жовте полотнище, від древка до середини вільного краю проходить синій клин, на якому жовте млинське колесо. Млин вказує на назву селища, синій колір символізує багаті місцеві водойми, а золотий (на прапорі — жовтий) — уособлює щедрість і добробут.

## Автори
Автори проекту — Ю. Терлецький і А. Гречило.